# Tálknafjarðarhreppur
Tálknafjarðarhreppur – gmina w północno-zachodniej Islandii, w południowo-zachodniej części regionu Vestfirðir, obejmująca obszary nad fiordem Tálknafjörður. Zamieszkuje ją 244 osoby (2018), z czego zdecydowana większość w głównej miejscowości gminy Tálknafjörður (231 mieszk., 2018).

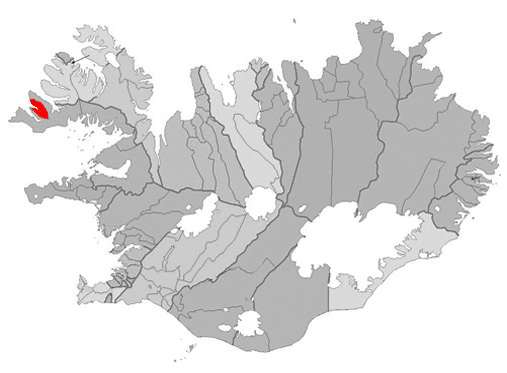
Położenie gminy Tálknafjarðarhreppur na mapie administracyjnej Islandii